# Sorbet

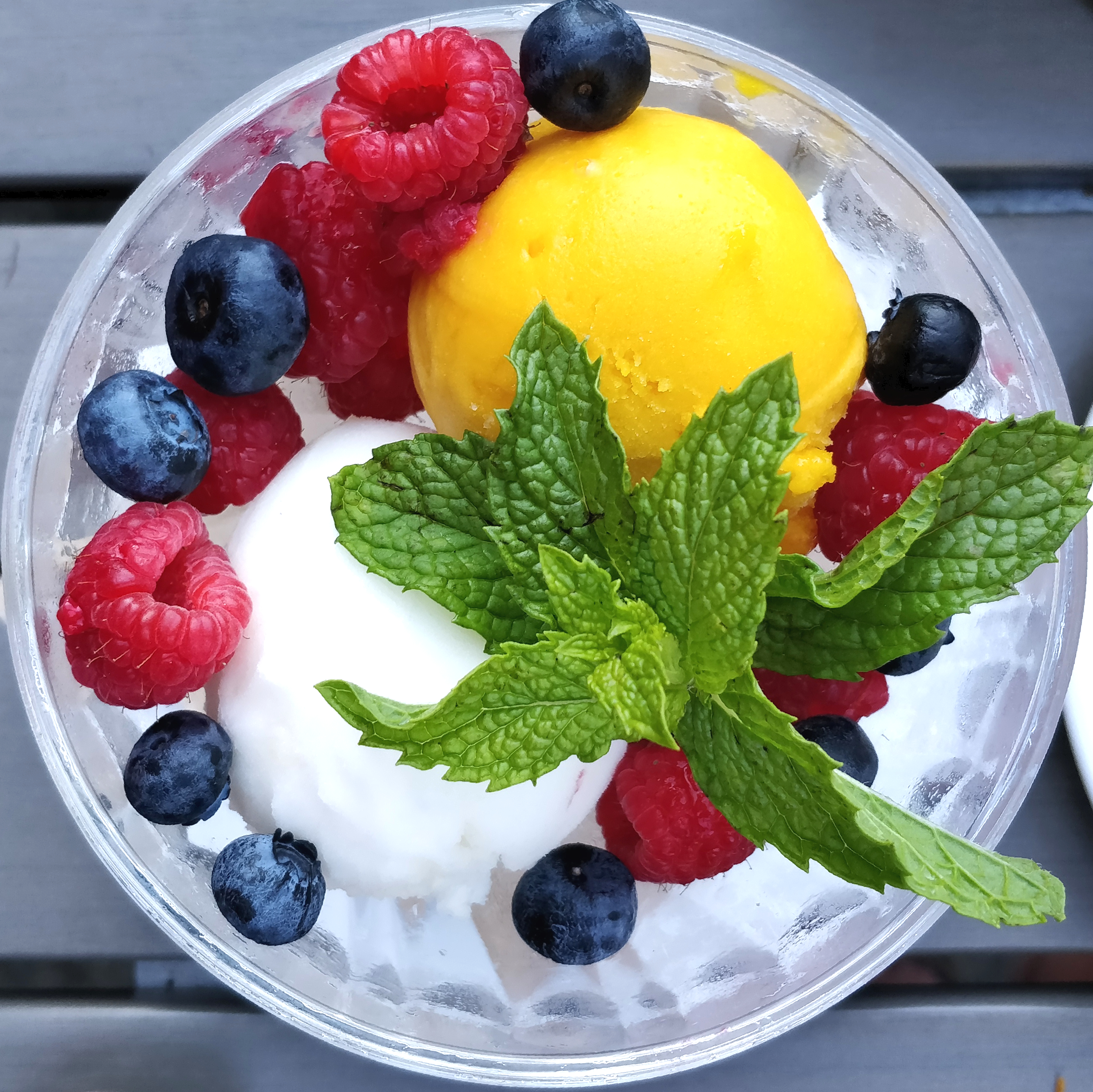
Sorbetijs met citroen en mangosmaak

Sorbet is (van oorsprong) een ijsgerecht waarbij allerlei vruchtensappen of siropen over fijngemalen ijs (bevroren water) worden gegoten. Traditioneel wordt in de Franse keuken sorbet gegeten tussen het voorgerecht en het hoofdgerecht, om de smaak in de mond te neutraliseren; het wint aan populariteit als nagerecht.
In de moderne gastronomie is sorbet een ijsgerecht op waterbasis, meestal op basis van fruit maar soms ook op basis van andere ingrediënten zoals wijn, koffie of zelfs chocolade. Hoewel in Nederland de term sorbet sinds lange tijd wordt gebruikt voor een coupe ijs bestaande uit bolletjes consumptie-ijs, overgoten met vruchtensaus en geserveerd met fruit en slagroom, is deze betekenis in de betere restaurants al vele jaren verdwenen. In Vlaanderen is deze betekenis nooit in gebruik geweest.
Dat sorbetijs op waterbasis wordt gemaakt, betekent niet dat het per definitie vrij is van melk. Soms wordt een kleine hoeveelheid room gebruikt om de structuur te verbeteren. Sorbet is derhalve niet de facto geschikt voor personen die een koemelkvrij dieet moeten volgen (zoals mensen met een lactose-intolerantie). Een andere manier om de structuur te verbeteren is het toevoegen van een kleine hoeveelheid gedistilleerde drank, wat ervoor zorgt dat het product bij een lagere temperatuur bevriest.

## Etymologie
Het woord sorbet is via het Perzisch (sharbat, شَرْبَت), het Turks (şerbat/şerbet) en het Frans (sorbet) in de Nederlandse taal – met dezelfde schrijfwijze als in het Frans – opgenomen. Het vindt zijn oorsprong in het Arabische شُرَّابَات (sharbāt, zonder leestekens ook wel geschreven als "شربات"), dat "drank" of "sap" betekent. Het verder afgeleide šurba of šarba (شَرْبَة) betekent "koele drank". Weliswaar bestaat het woord sorbet ook in het Latijn (waar het de betekenis heeft "hij slurpt"), maar het is onduidelijk of, en in hoeverre dit de oorsprong is van de benaming van het gerecht.